# Менгу-Тимур
Мангу-Тимур (у літописі Мангутемір) — онук Батия, хан Золотої орди з 1266 року, чоловік Абіш-хатун. Помер у 1282 році.

## Історичні факти
Під час правління Менгу-Тимура Золота орда отримала незалежність від Монгольської імперії. При ньому татари разом з володимиро-суздальськими князями здійснили напади на Візантійську імперію (приблизно 1269-1271), Велике князівство Литовське, Жемайтійське і Руське (1275), Аланію (1277).
Від імені Менгу-Тимура написаний перший із ярликів, що збереглися,- від 1267 року про звільнення православної церкви від сплати дані Золотій Орді.
Це свого роду хартія недоторканності для православної церкви та її духовенства. На початку ярлика було вміщено ім'я Чингісхана. 
В ярлику було затверджено привілеї духовенства, як широкої громадської групи, включно з членами їх сімей; церковні та монастирські земельні угіддя з усіма людьми, які там працюють, не платили податку; всі «церковні люди» були звільнені від військової служби.
Мусульманські купці припинили обіймати посади податківців (баскаків) серед кріпаків. Образа православної релігії,зокрема, з боку мусульман каралася смертю. Ординським чиновникам заборонялося під страхом смерті забирати церковні землі, вимагати виконання будь-якої служби від церковних людей.
У Московському Літописному зводі кінця XV століття писалось: «умре царь татарский Беркаи, и бысть ослаба христианом от насилие бесермен»

Генуя, що прагнула за підтримки Візантії монополізувати торгівлю на Чорному морі, 1266 року добилися від Менгу-Тимура передачі їм у володіння Кафи (сучасна Феодосія), що стала пізніше центром їхніх Причорноморських колоній.
За його правління у складі Орди з'явилось Московське князівство , першим правителем якого (і першим князем міста Москви) став 16ти річний син Олександра Невського , Данило Олександрович